# Horyu-ji

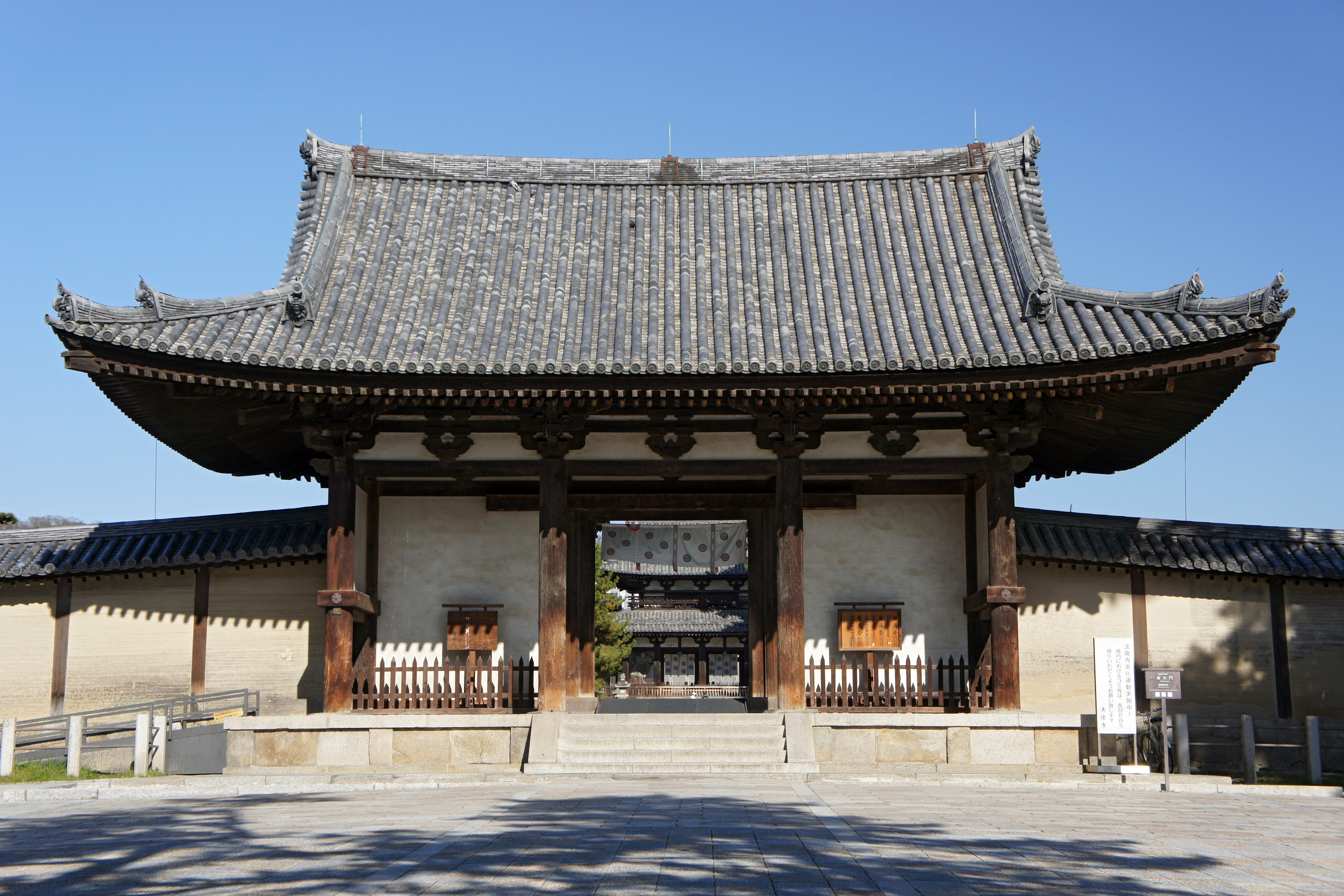
Porten in till tempelområdet

Hōryū-ji (法隆寺, "Den blomstrande lagens tempel") är ett buddhisttempel från Asuka-perioden i Ikaruga i prefekturen Nara. Templet anses ha några av de äldsta träbyggnaderna i världen.
Templet grundades år 607 efter prins Shotokus instruktioner och kallades en tid "Ikaruga-dera" (斑鳩寺). År 670 brann templet ner, men blev gradvis återuppbyggt fram till början av 700-talet. Senare blev det ett viktigt religiöst center för Hossōriktningen, från vilken det dock skilde sig 1950. Idag är Hōryū-ji huvudtempel för en egen buddhistisk skola.
1993 sattes Hōryū-ji upp på Unescos världsarvslista. Japans regering har även listat Hōryū-ji som en del av Japans nationalskatt.

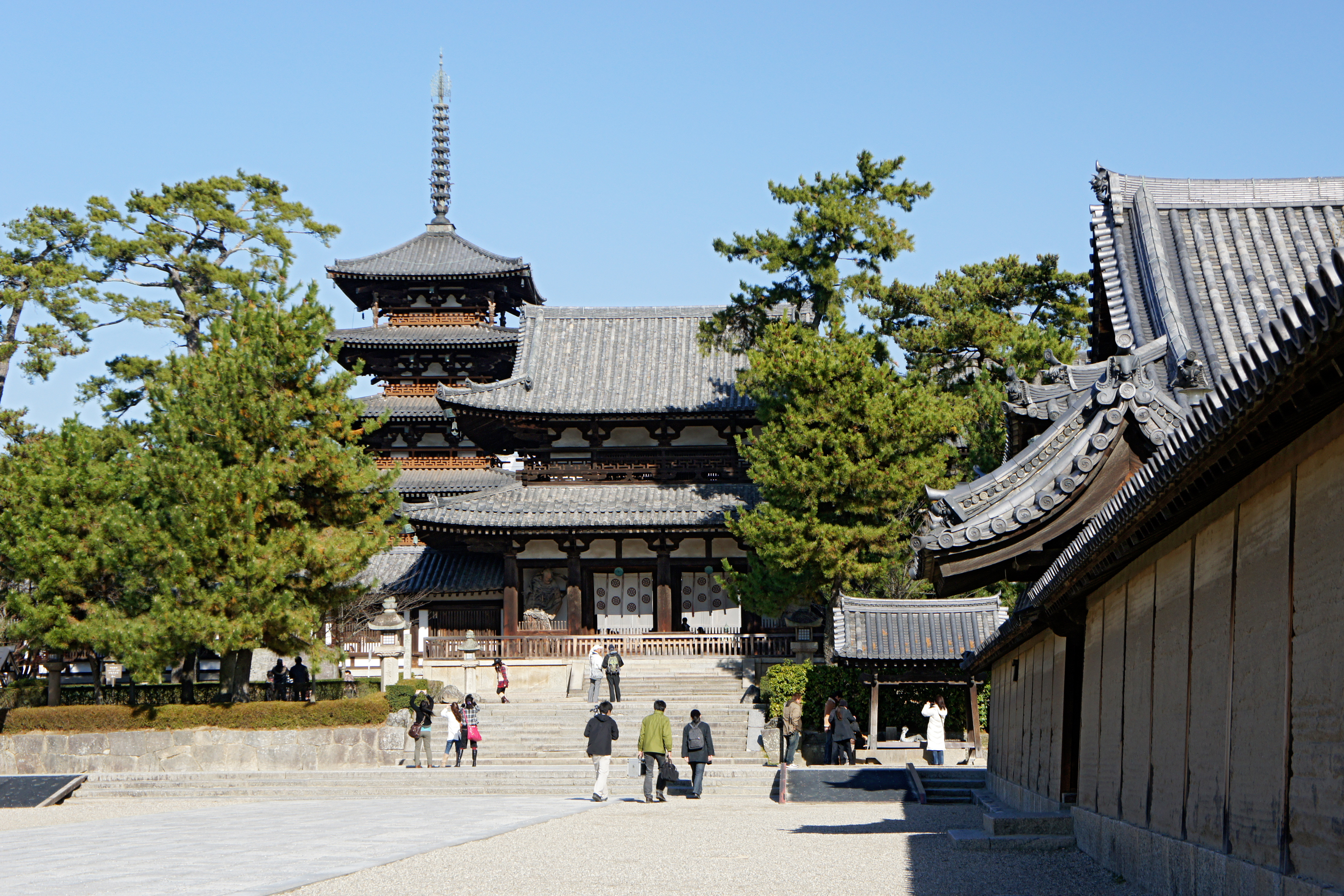
Chumon (centrala porten) och Goju no To (den fem våningar höga pagoden) i bakgrunden.

## Externa länkar

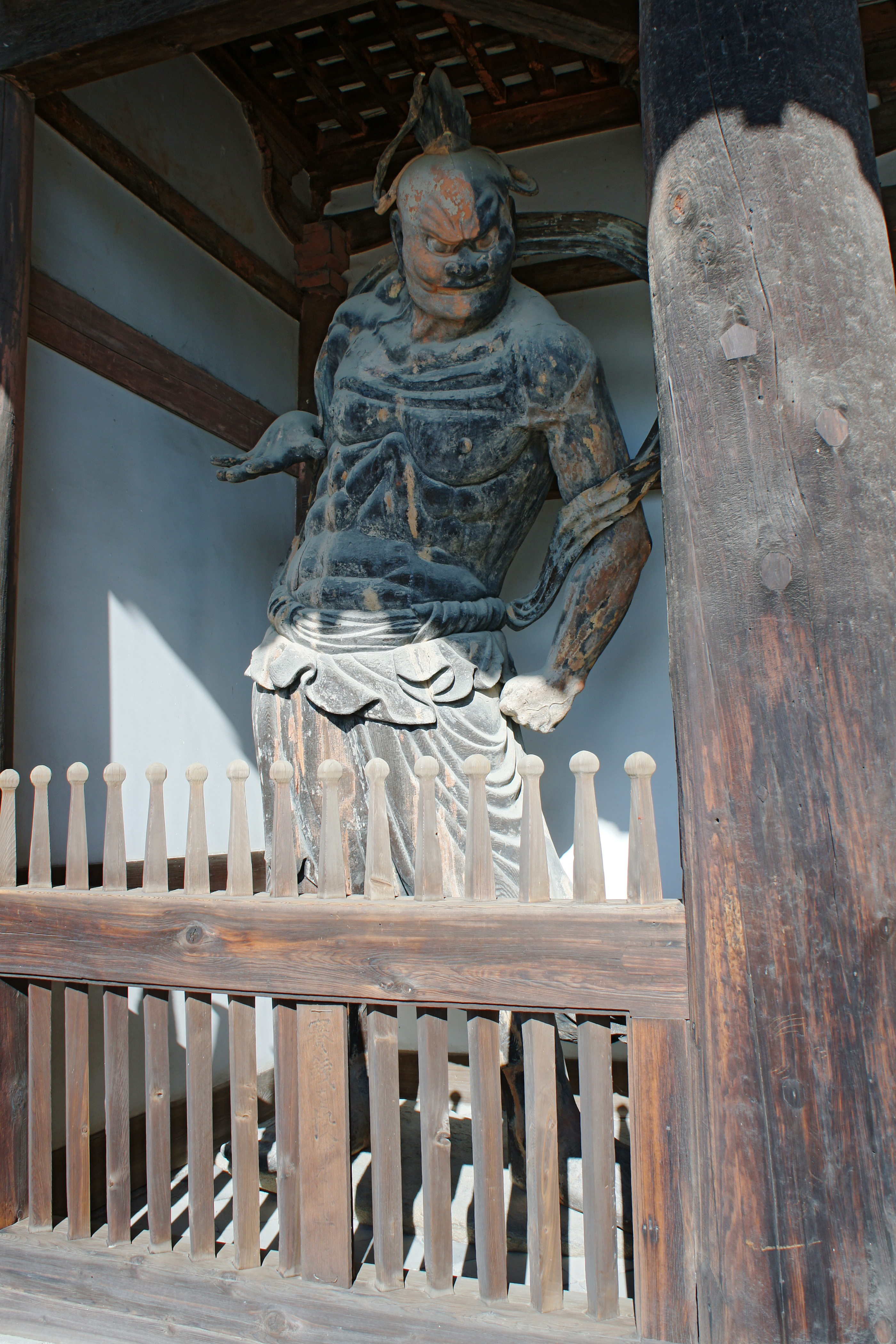
Staty på vaktande gud vid Hōryū-ji

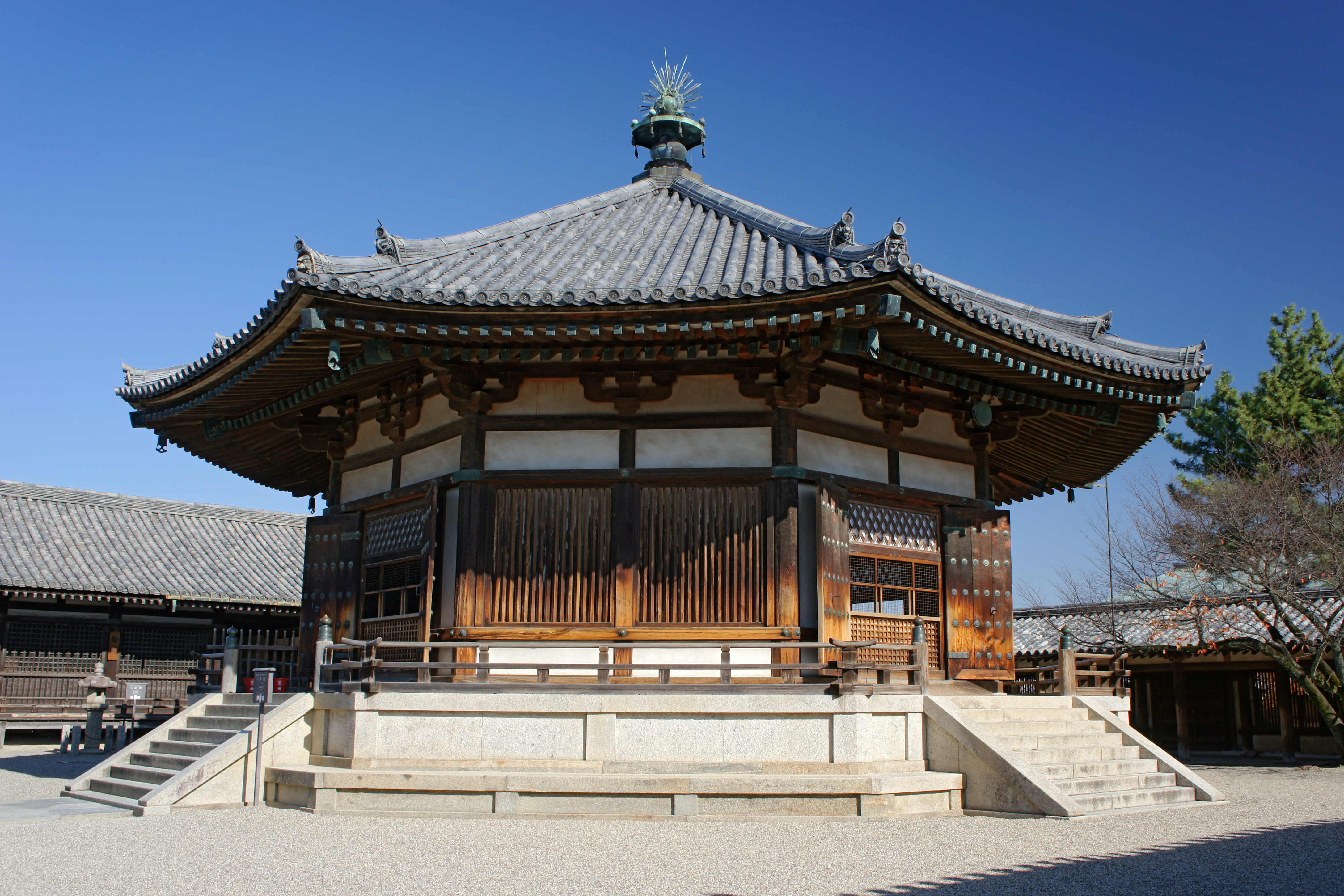
Yumedono, en byggnad förknippad med prins Shotoku